# Wenhui bao
Wen Hui Bao (chinesisch 文匯報 / 文汇报, Pinyin Wénhuì Bào) ist eine chinesische Tageszeitung aus Shanghai.

## Geschichte
Die Wenhuibao wurde 1938 von linken Intellektuellen um den Schriftsteller und Journalisten Ke Ling (柯灵; 1909–2000) zur Zeit der Republik China (1912–1949) gegründet. Im darauf folgenden Jahrzehnt wurde sie zweimal wegen ihrer linken politischen Richtung geschlossen.
Anfang 1956 wurde die Wenhuibao gezwungen, nach Peking umzuziehen und dabei in Jiaoyubao („Erziehungszeitung“, 教育报) umbenannt. Im Zuge der Hundert-Blumen-Bewegung konnte die Zeitung ihre Tätigkeiten aber ab Oktober 1956 wiederaufnehmen. Zu dieser Zeit unter ihrem Herausgeber Xu Zhucheng (徐铸成; 1907–1991) wurde die Wenhuibao zu einer der Zeitungen, die am offensten Kritik übten. Sie wurde deshalb von Mao Zedong attackiert.
In den 1960ern kam die Wenhuibao unter die Kontrolle Jiang Qings und Zhang Chunqiaos, die mithilfe der Zeitung einen Angriff auf den Historiker Wu Han starteten. Der dazugehörige Artikel gegen Wu Hans Drama Hai Rui wird seines Amtes enthoben gilt als einer der Ausgangspunkte für die Kulturrevolution. Am 4. Januar 1967 wurde die Zeitung von Einheiten der Roten Garden übernommen, die die Kontrolle über Shanghai erlangten.
In den 1980ern ist die Wenhuibao wiedererschienen und wurde zu einer populären Zeitung mit einer herausragend hohen Auflage von 1,8 Millionen. Im Zuge des Aufbaus von Pressegruppen im Jahr 1998, die durch die Regierung unterstützt wurde, fusionierte die Zeitung mit der Xinmin Wanbao zur Vereinigten Pressegruppe Wenhui-Xinmin (englisch Wenhui-Xinmin United Press Group), die damit zur zweitgrößten Pressegruppe in China nach der Guangzhou Daily Pressegruppe wurde, was Einnahmen durch Anzeigen angeht. In den vergangenen Jahren wurde diese Position immer mehr von zahlreichen Konkurrenten auf dem Zeitungsmarkt herausgefordert.